# Seznam zmagovalcev Odprtega prvenstva Avstralije - mešane dvojice
Seznam zmagovalcev teniškega turnirja Odprto prvenstvo Avstralije med mešanimi dvojicami.

## Zmagovalci po letih
| Leto      | Zmagovalca                               | Druga                                          | Rezultat finala       |
| --------- | ---------------------------------------- | ---------------------------------------------- | --------------------- |
| 1922      | Esna Boyd Robertson Jack Hawkes          | Lorna Utz H.S. Utz                             | 6-1, 6-1              |
| 1923      | Sylvia Lance Harper Horrie Rice          | Margaret Molesworth Bert St. John              | 2-6, 6-4, 6-4         |
| 1924      | Daphne Akhurst Cozens John Willard       | Esna Boyd Robertson Gar Hone                   | 6-3, 6-4              |
| 1925      | Daphne Akhurst Cozens John Willard       | Sylvia Lance Harper Bob Schlesinger            | 6-4, 6-4              |
| 1926      | Esna Boyd Robertson Jack Hawkes          | Daphne Akhurst Cozens John Willard             | 6-2, 6-4              |
| 1927      | Esna Boyd Robertson Jack Hawkes          | Youtha Anthony Jim Willard                     | 6-1, 6-3              |
| 1928      | Daphne Akhurst Cozens Jean Borotra       | Esna Boyd Robertson Jack Hawkes                | b.b.                  |
| 1929      | Daphne Akhurst Cozens Gar Moon           | Marjorie Cox Crawford Jack Crawford            | 6-0, 7-5              |
| 1930      | Nell Hall Hopman Harry Hopman            | Marjorie Cox Crawford Jack Crawford            | 11-9, 3-6, 6-3        |
| 1931      | Marjorie Cox Crawford Jack Crawford      | Emily Hood Westacott Aubrey Willard            | 7-5, 6-4              |
| 1932      | Marjorie Cox Crawford Jack Crawford      | Meryl O'Hara Wood Džiro Sato                   | 6-8, 8-6, 6-3         |
| 1933      | Marjorie Cox Crawford Jack Crawford      | M. Gladman Van Ryn Ellsworth Vines             | 3-6, 7-5, 13-11       |
| 1934      | Joan Hartigan Bathurst Gar Moon          | Emily Hood Westacott Ray Dunlop                | 6-3, 6-4              |
| 1935      | Louise Bickerton Christian Boussus       | Mrs. Bond Vernon Kirby                         | 1-6, 6-3, 6-3         |
| 1936      | Nell Hall Hopman Harry Hopman            | May Blick Abe Kay                              | 6-2, 6-0              |
| 1937      | Nell Hall Hopman Harry Hopman            | Dorothy Stevenson Don Turnbull                 | 3-6, 6-3, 6-2         |
| 1938      | Margaret Wilson John Bromwich            | Nancye Wynne Bolton Colin Long                 | 6-3, 6-2              |
| 1939      | Nell Hall Hopman Harry Hopman            | Margaret Wilson John Bromwich                  | 6-8, 6-2, 6-3         |
| 1940      | Nancye Wynne Bolton Colin Long           | Nell Hall Hopman Harry Hopman                  | 7-5, 2-6, 6-4         |
| 1941 1945 | Druga svetovna vojna                     |                                                |                       |
| 1946      | Nancye Wynne Bolton Colin Long           | Joyce Fitch John Bromwich                      | 6-0, 6-4              |
| 1947      | Nancye Wynne Bolton Colin Long           | Joyce Fitch John Bromwich                      | 6-3, 6-3              |
| 1948      | Nancye Wynne Bolton Colin Long           | Thelma Coyne Long Bill Sidwell                 | 7-5, 4-6, 8-6         |
| 1949      | Doris Hart Frank Sedgman                 | Joyce Fitch John Bromwich                      | 6-1, 5-7, 12-10       |
| 1950      | Doris Hart Frank Sedgman                 | Joyce Fitch Eric Sturgess                      | 8-6, 6-4              |
| 1951      | Thelma Coyne Long George Worthington     | Clare Proctor Jack May                         | 6-4, 3-6              |
| 1952      | Thelma Coyne Long George Worthington     | Gwen Thiele Tom Warhurst                       | 9-7, 7-5              |
| 1953      | Julia Sampson Rex Hartwig                | Maureen Connolly Brinker Hamilton Richardson   | 6-4, 6-3              |
| 1954      | Thelma Coyne Long Rex Hartwig            | Beryl Penrose John Bromwich                    | 4-6, 6-1, 6-2         |
| 1955      | Thelma Coyne Long George Worthington     | Jenny Staley Lew Hoad                          | 6-2, 6-1              |
| 1956      | Beryl Penrose Neale Fraser               | Mary Bevis Hawton Roy Emerson                  | 6-2, 6-4              |
| 1957      | Fay Muller Mal Anderson                  | J. Langley Billy Knight                        | 7-5, 3-6, 6-1         |
| 1958      | Mary Bevis Hawton Bob Howe               | Angela Mortimer Barrett Peter Newman           | 9-11, 6-1, 6-2        |
| 1959      | Sandra Reynolds Price Bob Mark           | Renee Schuurman Haygarth Rod Laver             | 4-6, 13-11, 6-1       |
| 1960      | Jan Lehane O'Neill Trevor Fancutt        | Mary Carter Reitano Bob Mark                   | 6-2, 7-5              |
| 1961      | Jan Lehane O'Neill Bob Hewitt            | Mary Carter Reitano John Pearce                | 9-7, 6-2              |
| 1962      | Lesley Turner Bowrey Fred Stolle         | Darlene Hard Roger Taylor                      | 6-3, 9-7              |
| 1963      | Margaret Smith Court Ken Fletcher        | Lesley Turner Bowrey Fred Stolle               | 7-5, 5-7, 6-4         |
| 1964      | Margaret Smith Court Ken Fletcher        | Jan Lehane O'Neill Mike Sangster               | 6-3, 6-2              |
| 1965      | Robyn Ebbern Owen Davidson               | Brez finala                                    |                       |
| 1965      | Margaret Smith Court John Newcombe       | Brez finala                                    |                       |
| 1966      | Judy Tegart Dalton Tony Roche            | Robyn Ebbern Bill Bowrey                       | 6-1, 6-3              |
| 1967      | Lesley Turner Bowrey Owen Davidson       | Judy Tegart Dalton Tony Roche                  | 9-7, 6-4              |
| 1968      | Billie Jean King Dick Crealy             | Margaret Smith Court Allan Stone               | b.b.                  |
| 1969      | Margaret Smith Court Marty Riessen       | Brez finala                                    |                       |
| 1969      | Ann Haydon Jones Fred Stolle             | Brez finala                                    |                       |
| 1970 1986 | brez tekmovanja                          |                                                |                       |
| 1987      | Zina Garrison Sherwood Stewart           | Anne Hobbs Andrew Castle                       | 3-6, 7-6(5), 6-3      |
| 1988      | Jana Novotná Jim Pugh                    | Martina Navrátilová Tim Gullikson              | 5-7, 6-2, 6-4         |
| 1989      | Jana Novotná Jim Pugh                    | Zina Garrison Sherwood Stewart                 | 6-3, 6-4              |
| 1990      | Natalija Zverjeva Jim Pugh               | Zina Garrison Rick Leach                       | 4-6, 6-2, 6-3         |
| 1991      | Jo Durie Jeremy Bates                    | Robin White Scott Davis                        | 2-6, 6-4, 6-4         |
| 1992      | Nicole Provis Mark Woodforde             | Arantxa Sánchez Vicario Todd Woodbridge        | 6-3, 4-6, 11-9        |
| 1993      | Arantxa Sánchez Vicario Todd Woodbridge  | Zina Garrison Jackson Rick Leach               | 7-5, 6-4              |
| 1994      | Larisa Savchenko Neiland Andrej Olhovski | Helena Suková Todd Woodbridge                  | 7-5, 6-7(7), 6-2      |
| 1995      | Natalija Zverjeva Rick Leach             | Gigi Fernández Cyril Suk                       | 7-6(4), 6-7(3), 6-4   |
| 1996      | Larisa Savchenko Neiland Mark Woodforde  | Nicole Arendt Luke Jensen                      | 4-6, 7-5, 6-0         |
| 1997      | Manon Bollegraf Rick Leach               | Larisa Savchenko Neiland John-Laffnie de Jager | 6-3, 6-7(5), 7-5      |
| 1998      | Venus Williams Justin Gimelstob          | Helena Suková Cyril Suk                        | 6-2, 6-1              |
| 1999      | Mariaan de Swardt David Adams            | Serena Williams Maks Mirni                     | 6-4, 4-6, 7-6(5)      |
| 2000      | Rennae Stubbs Jared Palmer               | Arantxa Sánchez Vicario Todd Woodbridge        | 7-5, 7-6(3)           |
| 2001      | Corina Morariu Ellis Ferreira            | Barbara Schett Joshua Eagle                    | 6-1, 6-3              |
| 2002      | Daniela Hantuchová Kevin Ullyett         | Paola Suárez Gastón Etlis                      | 6-3, 6-2              |
| 2003      | Martina Navrátilová Leander Paes         | Eleni Daniilidou Todd Woodbridge               | 6-4, 7-5              |
| 2004      | Jelena Bovina Nenad Zimonjić             | Martina Navrátilová Leander Paes               | 6-1, 7-6              |
| 2005      | Samantha Stosur Scott Draper             | Liezel Huber Kevin Ullyett                     | 6-2, 2-6, 7-6(6)      |
| 2006      | Martina Hingis Mahesh Bhupathi           | Jelena Lihovceva Daniel Nestor                 | 6-3, 6-3              |
| 2007      | Jelena Lihovceva Daniel Nestor           | Viktorija Azarenka Maks Mirni                  | 6-4, 6-4              |
| 2008      | Tiantian Sun Nenad Zimonjić              | Sania Mirza Mahesh Bhupathi                    | 7-6(4), 6-4           |
| 2009      | Sania Mirza Mahesh Bhupathi              | Nathalie Dechy Andy Ram                        | 6-3, 6-1              |
| 2010      | Cara Black Leander Paes                  | Jekaterina Makarova Jaroslav Levinský          | 7-5, 6-3              |
| 2011      | Daniel Nestor Katarina Srebotnik         | Paul Hanley Yung-Jan Chan                      | 6-3, 3-6, (10-7)      |
| 2012      | Bethanie Mattek-Sands Horia Tecau        | Jelena Vesnina Leander Paes                    | 6–3, 5–7, [10–3]      |
| 2013      | Jarmila Gajdošová Matthew Ebden          | Lucie Hradecká František Čermák                | 6–3, 7–5              |
| 2014      | Kristina Mladenovic Daniel Nestor        | Sania Mirza Horia Tecău                        | 6–3, 6–2              |
| 2015      | Martina Hingis Leander Paes              | Kristina Mladenovic Daniel Nestor              | 6–4, 6–3              |
| 2016      | Jelena Vesnina Bruno Soares              | Coco Vandeweghe Horia Tecău                    | 6–4, 4–6, [10–5]      |
| 2017      | Abigail Spears Juan Sebastián Cabal      | Sania Mirza Ivan Dodig                         | 6–2, 6–4              |
| 2018      | Gabriela Dabrowski Mate Pavić            | Tímea Babos Rohan Bopanna                      | 2–6, 6–4, [11–9]      |
| 2019      | Barbora Krejčíková Rajeev Ram            | Astra Sharma John-Patrick Smith                | 7–6(7–3), 6–1         |
| 2020      | Barbora Krejčíková Nikola Mektić         | Bethanie Mattek-Sands Jamie Murray             | 5–7, 6–4, [10–1]      |
| 2021      | Barbora Krejčíková Rajeev Ram            | Samantha Stosur Matthew Ebden                  | 6–1, 6–4.             |
| 2022      | Kristina Mladenovic Ivan Dodig           | Jaimee Fourlis Jason Kubler                    | 6–3, 6–4              |
| 2023      | Luisa Stefani Rafael Matos               | Sania Mirza Rohan Bopanna                      | 7–6(7–2), 6–2         |
| 2024      | Hsieh Su-wei Jan Zieliński               | Desirae Krawczyk Neal Skupski                  | 6–7(5–7), 6–4, [11–9] |
| 2025      | Olivia Gadecki John Peers                | Kimberly Birrell John-Patrick Smith            | 3–6, 6–4, [10–6]      |